# Katia Astafieff
 (août 2025).
La mise en forme du texte ne suit pas les recommandations de Wikipédia : il faut le « wikifier ».
Les points d'amélioration suivants sont les cas les plus fréquents :
- Les titres sont pré-formatés par le logiciel. Ils ne sont ni en capitales, ni en gras.
- Le texte ne doit pas être écrit en capitales (les noms de famille non plus), ni en gras, ni en italique, ni en « petit »…
- Le gras n'est utilisé que pour surligner le titre de l'article dans l'introduction, une seule fois.
- L'italique est rarement utilisé : mots en langue étrangère, titres d'œuvres, noms de bateaux, etc.
- Les citations ne sont pas en italique mais en corps de texte normal. Elles sont entourées par des guillemets français : « et ».
- Les listes à puces sont à éviter, des paragraphes rédigés étant largement préférés. Les tableaux sont à réserver à la présentation de données structurées (résultats, etc.).
- Les appels de note de bas de page (petits chiffres en exposant, introduits par l'outil «  Source ») sont à placer entre la fin de phrase et le point final[comme ça].
- Les liens internes (vers d'autres articles de Wikipédia) sont à choisir avec parcimonie. Créez des liens vers des articles approfondissant le sujet. Les termes génériques sans rapport avec le sujet sont à éviter, ainsi que les répétitions de liens vers un même terme.
- Les liens externes sont à placer uniquement dans une section « Liens externes », à la fin de l'article. Ces liens sont à choisir avec parcimonie suivant les règles définies. Si un lien sert de source à l'article, son insertion dans le texte est à faire par les notes de bas de page.
- La présentation des références doit suivre les conventions bibliographiques. Il est recommandé d'utiliser les modèles {{Ouvrage}}, {{Chapitre}}, {{Article}}, {{Lien web}} et/ou {{Bibliographie}}. Le mode d'édition visuel peut mettre en forme automatiquement les références.
- Insérer une infobox (cadre d'informations à droite) n'est pas obligatoire pour parachever la mise en page.

Pour une aide détaillée, merci de consulter Aide:Wikification.
Si vous pensez que ces points ont été résolus, vous pouvez retirer ce bandeau et améliorer la mise en forme d'un autre article.
 (août 2025).
Si vous disposez d'ouvrages ou d'articles de référence ou si vous connaissez des sites web de qualité traitant du thème abordé ici, merci de compléter l'article en donnant les références utiles à sa vérifiabilité et en les liant à la section « Notes et références ».
Katia Astafieff est une écrivaine française née à Villerupt. Elle publie notamment des récits de voyage et des ouvrages de vulgarisation scientifique sur les plantes.

## Biographie
Katia Astafieff est née et a grandi en Lorraine. Elle fait des études de biologie puis obtient un DESS en communication scientifique et technique à l'université de Strasbourg. À la fin de ses études, elle commence à voyager et parcourt le monde en solitaire. Son premier récit de voyage, Comment voyager seule quand on est petite, blonde et aventureuse, est particulièrement remarqué. Elle y partage des anecdotes de voyage dans une quarantaine de pays, sur un ton humoristique, jouant sur les clichés du voyage et inspirant de nombreuses femmes rêvant de partir seules.
Après quatre voyages en Laponie, en Norvège, Finlande et dans la péninsule de Kola en Russie, elle publie Comment voyager dans le Grand Nord quand on est petite, blonde et aventureuse, où elle joue sur l’imaginaire du Grand Nord, tout en informant sur la culture sami.
En 2019, elle part seule sur le sentier international des Appalaches au Canada, dont elle tirera un récit, La fille qui voulait soir l’ours (Arthaud, J'ai lu),,.
En 2023, elle voyage en Inde sur les traces du botaniste explorateur français Victor Jacquemont. Le récit, Par les chemins des Indes, est publié aux éditions Paulsen en 2025.
Passionnée de botanique et spécialisée en vulgarisation scientifique, elle publie aussi des ouvrages documentaires sur les plantes.
Elle écrit aussi pour la jeunesse.
Elle collabore aussi à des magazines comme AR magazine, dans lequel elle rédige une chronique végétale.

## Distinctions
- L’aventure extraordinaires des plantes voyageuses. Coup de cœur du prix Saint-Fiacre 2018[7].
- Mauvaises Graines. Coup de cœur du prix Émile Gallé[8] 2021.
- Les plantes carnivores font mouche. Sélectionné pour le prix 2024 Le goût des sciences du Ministère de la recherche et de l’enseignement supérieur[9].
- Par les chemins des Indes. Sélectionné pour le prix Pythéas[10] 2025[11].

## Œuvres
Voyage
- Par les chemins des Indes. Editions Paulsen, 2025[12],[13].
- La fille qui voulait voir l’ours. Editions Arthaud, 2022. J’ai lu ; 2023.
- Comment voyager dans le Grand Nord quand on est petite, blonde et aventureuse. Éditions du Trésor 2020. Pocket 2021.
- Comment voyager seule quand on est petite, blonde et aventureuse. Éditions du Trésor, 2016. Pocket 2018.

Documentaire
- Les plantes font leur cinéma. De Avatar à la petite boutique des horreurs. Éditions Dunod. 2023.
- Mauvaises graines. Éditions Dunod, 2021[14].
- L’aventure extraordinaire des plantes voyageuses. Préface de Francis Hallé, 2018[15].

Roman
- La femme de l’ambassadeur. Éditions La Part commune, mai 2015

Jeunesse
- Les plantes carnivores font mouche. Éditions Lucca, 2023
- Avec les loups, une jeune français parmi les loups de Russie. Jérôme Do. Bentzinger, 2011
- Le mystère de l'orchidée fantôme. Éditions L'Harmattan, 2011
- La petite histoire de Mirabelle et les fruits du verger. Éditions Fensch Vallée, 2007

## Traductions
- Mauvaises Graines
- Piante cattive. (Add Editore, Italie). Novembre 2022.
- Дурное семя. (Portal, Russie.) Janvier 2022.
- Book’s Hill, Corée. 2023
- Chinois. 2023. (China Times Publishing Company)
- L'aventure extraordinaire des plantes voyageuses :
- Le incredibili avventure delle piante viaggiatrici (Add Editore, novembre 2020)
- Невероятные приключения растений-путешественников (Portal, septembre 2020)
- En coréen chez Book’s Hill, décembre 2020
- En chinois, chez Haitian Publishing House janvier 2020.